# Wrecked (serie de televisión)
Wrecked (pronunciado [rekt]) es una serie de televisión estadounidense de comedia de situación estrenada el 14 de junio de 2016 en TBS, creada por Jordan Shipley y Justin Shipley sobre un grupo de personas varadas en una isla desértica.
El 6 de julio de 2016, fue renovada para una segunda temporada que se filmó en Fiji en abril de 2017. La segunda temporada se estrenó el 20 de junio de 2017. El 13 de septiembre de 2017, TBS renovó la serie para una tercera temporada a estrenarse en 2018.

## Elenco y personajes

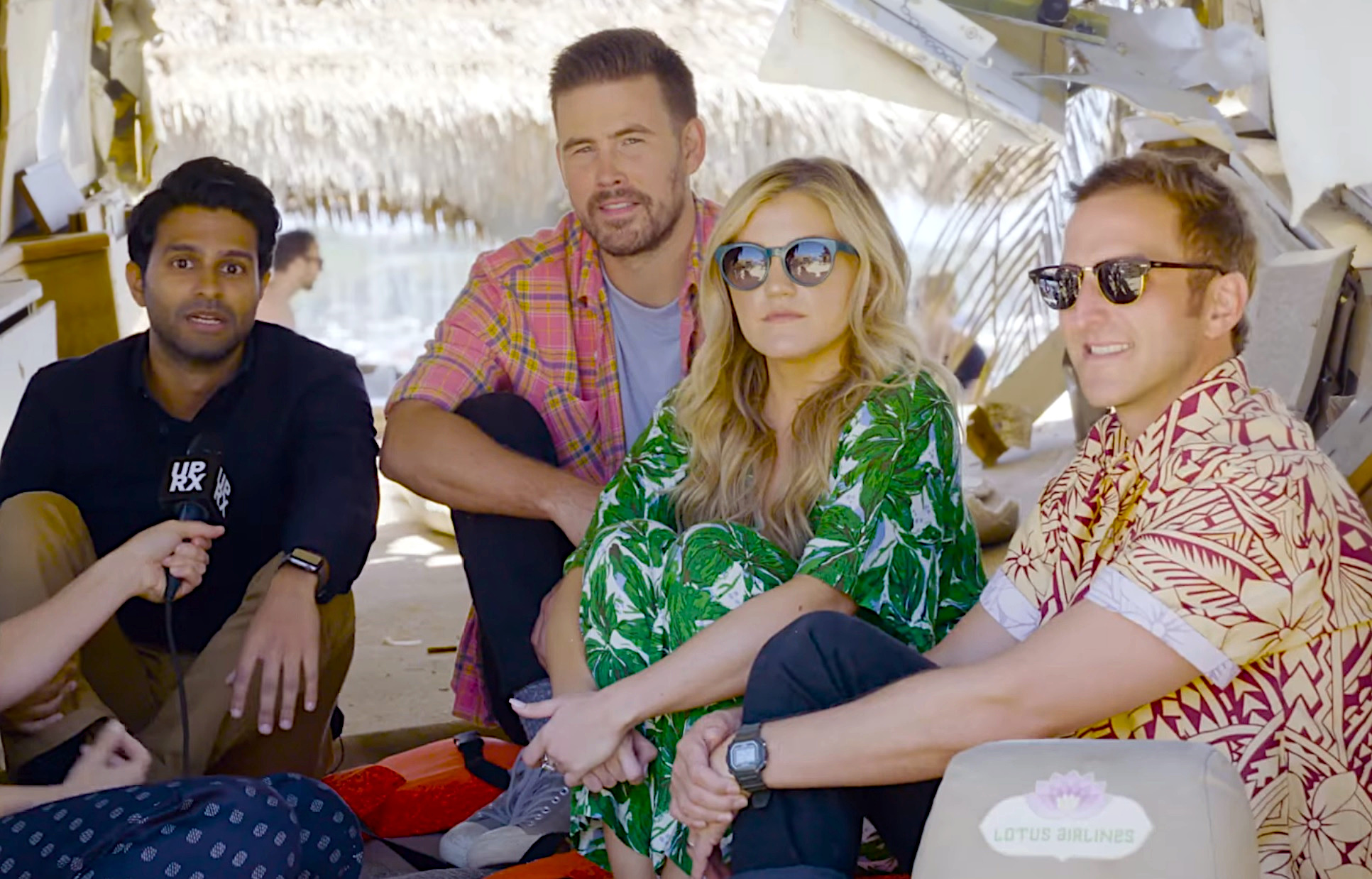
De izquierda a derecha: Asif Ali, Zach Cregger, Jessica Lowe, Will Greenberg, entrevistados por Uproxx en 2017

### Principales
- Zach Cregger como Owen O'Connor[4]
- Asif Ali como Pack Hara[4]
- Rhys Darby como Steve
- Brooke Dillman como Karen[4]
- Ginger Gonzaga como Emma[4]
- Will Greenberg como Todd Hinkle[4]
- Jessica Lowe como Florence[4]
- Ally Maki como Jess Kato[4]
- Brian Sacca como Danny Wallace[4]
- James Scott como Liam[4]

### Recurrentes
- Pablo Azar como Pablo
- George Basil como Chet[4]
- Lela Elam como Diane
- Todd Allen Durkin como Kurt Turdhole
- Brendan Jennings como Jerry
- Mike Benitez como Roger
- Will McLaughlin como Bruce
- Ruben Rabasa como Yolonzo
- Eliza Coupe como Rosa

### Estrellas invitadas
- Dink O'Neal como el padre de Danny
- Darin Toonder como el padre de Owen
- Luke Nappe como el joven Owen
- Gary Anthony Williams como Gary
- Josh Lawson como Eric
- Elke Berry como Carol
- Rory Scovel como Corey
- Ravi Patel como Tank Top

## Episodios
| Temporada | Temporada | Episodios | Episodios | Emisión original    | Emisión original     |
| Temporada | Temporada | Episodios | Episodios | Primera emisión     | Última emisión       |
| --------- | --------- | --------- | --------- | ------------------- | -------------------- |
|           | 1         | 10        | 10        | 14 de junio de 2016 | 2 de agosto de 2016  |
|           | 2         | 10        | 10        | 20 de junio de 2017 | 22 de agosto de 2017 |
|           | 3         | 10        | 10        | 7 de agosto de 2018 | 2 de octubre de 2018 |

### Primera temporada (2016)
| N.º en serie | N.º en temp. | Título                                                              | Dirigido por    | Escrito por                     | Fecha de emisión original | Código de prod. | Audiencia (millones) |
| --- | ------------ | ------------------------------------------------------------------- | --------------- | ------------------------------- | ------------------------- | --------------- | -------------------- |
| 1 | 1            | «All Is Not Lost» «No está todo perdido»                            | James Griffiths | Jordan Shipley y Justin Shipley | 14 de junio de 2016       | 101             | 1,64                 |
| Después de un accidente de avión, un magnífico exagente de las fuerzas británicas lidera el grupo de supervivientes hasta que se produce un trágico acontecimiento.  |              |                                                                     |                 |                                 |                           |                 |                      |
| 2 | 2            | «Rest in Peace, Callaway Hinkle» «Descansa en paz, Callaway Hinkle» | James Griffiths | Jordan Shipley y Justin Shipley | 14 de junio de 2016       | 102             | 1,21                 |
| Los supervivientes encuentran un teléfono satélite. Danny se enfrenta a su pasado. Steve conforta a Todd tras enterarse de la muerte de su hijo.                     |              |                                                                     |                 |                                 |                           |                 |                      |
| 3 | 3            | «Always Meant to See That» «Siempre he querido verla»               | Stuart McDonald | Chris Kula                      | 21 de junio de 2016       | 103             | 1,37                 |
| Todd, Danny y Owen investigan a los otros isleños tras desenterrar una problemática maleta. Pack, Emma y Florence se enfrentan a una dura decisión.                  |              |                                                                     |                 |                                 |                           |                 |                      |
| 4 | 4            | «The Community Pile» «Las provisiones»                              | Ben Taylor      | Patricia Breen                  | 28 de junio de 2016       | 104             | 1,22                 |
| Chet conduce a Pack en la búsqueda de una visión. Danny ayuda a Owen a relajarse. Todd realiza un plan para tomar la isla.                                           |              |                                                                     |                 |                                 |                           |                 |                      |
| 5 | 5            | «Tubthumping» «Demagogia»                                           | Jeff Tomsic     | Chris Kula                      | 5 de julio de 2016        | 105             | 1,38                 |
| La isla organiza la elección de un líder. Los candidatos son Emma, Florence y Steve. Sorprendentemente Steve gana. Todd es encardelado en "El agujero."              |              |                                                                     |                 |                                 |                           |                 |                      |
| 6 | 6            | «The Phantom» «El hombre enmascarado»                               | Stuart McDonald | Carol Kolb                      | 12 de julio de 2016       | 106             | 1,15                 |
| Steve y Owen discuten sobre el mejor uso que darle a los recursos de la isla. Danny intenta recordar el nombre de un actor. Pack se enfrenta a una difícil decisión. |              |                                                                     |                 |                                 |                           |                 |                      |
| 7 | 7            | «The Trial» «El juicio»                                             | Ryan Case       | Rosa Handelman                  | 19 de julio de 2016       | 107             | 1,24                 |
| La isla organiza un juicio tras un serio accidente. |              |                                                                     |                 |                                 |                           |                 |                      |
| 8 | 8            | «The Adventures of Beth and Lamar» «Las aventuras de Beth y Lamar»  | Stuart McDonald | Clay Lapari y Erin Mitchell     | 26 de julio de 2016       | 108             | 1,22                 |
| Owen y Danny buscan comida. Florence trata desesperadamente de ayudar médicamente a Emma con su enfermedad. Los orígenes de Steve son revelados.                     |              |                                                                     |                 |                                 |                           |                 |                      |
| 9 | 9            | «Javier and the Gang» «Javier y la pandilla»                        | Todd Biermann   | Jordan Shipley y Justin Shipley | 2 de agosto de 2016       | 109             | 1,17                 |
| Owen tiene un encuentro en la jungla. Florence y Todd intentan sobrevivir fuera de la isla.                                                                          |              |                                                                     |                 |                                 |                           |                 |                      |
| 10 | 10           | «Cop Tricks» «Trucos de poli»                                       | Todd Biermann   | Jordan Shipley y Justin Shipley | 2 de agosto de 2016       | 110             | 0,92                 |
| Owen y Steve se enfrentan por el control de la isla. |              |                                                                     |                 |                                 |                           |                 |                      |

### Segunda temporada (2017)
| N.º en serie | N.º en temp. | Título                  | Dirigido por      | Escrito por             | Fecha de emisión original | Código de prod. | Audiencia (millones) |
| --- | ------------ | ----------------------- | ----------------- | ----------------------- | ------------------------- | --------------- | -------------------- |
| 11 | 1            | «Ransom»                | Ian Fitzgibbon    | Jordan y Justin Shipley | 20 de junio de 2017       | 201             | 1,21                 |
| Los piratas llegan a la isla para rescatar a Danny y devolverlo a su padre millonario, pero las cosas no salen según lo planeado para nadie. |              |                         |                   |                         |                           |                 |                      |
| 12 | 2            | «Poison»                | Ian Fitzgibbon    | Anthony King            | 20 de junio de 2017       | 202             | 0,86                 |
| Mientras los piratas toman el control de la isla, Pack intenta negociar un trato para la supervivencia continua del grupo. Steve intenta hacer una alianza con Danny.                                                                                     |              |                         |                   |                         |                           |                 |                      |
| 13 | 3            | «Caiman»                | Maurice Marable   | Shaun Diston            | 27 de junio de 2017       | 203             | 1,02                 |
| Florence y Karen deben adentrarse en la selva para encontrar qué está contaminando su agua. Los náufragos debaten si quieren que los piratas estropeen Game of Thrones. Steve comienza un romance poco probable.                                          |              |                         |                   |                         |                           |                 |                      |
| 14 | 4            | «Tony Pepperoni»        | Sarah Adina Smith | Chris Kula              | 11 de julio de 2017       | 204             | 0,87                 |
| Owen y Florence se enfrentan al regreso de un enemigo mortal. Todd hace un descubrimiento inquietante sobre su pasado después de intentar pelear a puñetazos con Chet.                                                                                    |              |                         |                   |                         |                           |                 |                      |
| 15 | 5            | «No One Rides for Free» | Maurice Marable   | Celeste Ballard         | 18 de julio de 2017       | 205             | 0,94                 |
| Jess y Todd intentan comprar un pasaje en el barco pirata a través de medios no convencionales. Owen comienza a sentir algo por Florence mientras Steve lidia con su nuevo amor.                                                                          |              |                         |                   |                         |                           |                 |                      |
| 16 | 6            | «Sister Mercy»          | Sarah Adina Smith | Anthony King            | 25 de julio de 2017       | 206             | 0,98                 |
| Después de descubrir el plan del pirata para sustraer sus órganos, los sobrevivientes intentan escapar de la isla. Karen toma una decisión difícil que recuerda un momento de su pasado.                                                                  |              |                         |                   |                         |                           |                 |                      |
| 17 | 7            | «Cruise-ifornication»   | Emile Levisetti   | Chris Kula              | 1 de agosto de 2017       | 207             | 1,08                 |
| Después de llegar al barco pirata (un crucero tributo a la banda Red Hot Chili Peppers), los sobrevivientes se dividen después de que solo algunos de ellos pueden ducharse antes de que se acabe el agua. Pack y Bruce forman una amistad poco probable. |              |                         |                   |                         |                           |                 |                      |
| 18 | 8            | «Speed»                 | Jim Field Smith   | Lauren McGuire          | 8 de agosto de 2017       | 208             | 1,00                 |
| Después de que Todd y Jess deciden casarse, Florence y Owen luchan por definir su nuevo romance. Corey regresa para oficiar la boda. Pack y Steve hacen un descubrimiento que amenaza con separarlos.                                                     |              |                         |                   |                         |                           |                 |                      |
| 19 | 9            | «The Setup»             | Jim Field Smith   | Jordan y Justin Shipley | 15 de agosto de 2017      | 209             | 1,01                 |
| Danny inicia una investigación después de que los sobrevivientes descubren que alguien ha saboteado el barco haciendo estallar el motor. Steve hace un descubrimiento impactante en el fondo del barco.                                                   |              |                         |                   |                         |                           |                 |                      |
| 20 | 10           | «Nerd Speak»            | James Griffiths   | Jordan y Justin Shipley | 22 de agosto de 2017      | 210             | 1,08                 |
| Cuando el barco se hunde, los supervivientes intentan escapar. Mientras tanto, Danny, Owen y Florence deben enfrentarse a Corey por el sabotaje. |              |                         |                   |                         |                           |                 |                      |

### Tercera temporada (2018)
| N.º en serie | N.º en temp. | Título                    | Dirigido por    | Escrito por                                 | Fecha de emisión original | Código de prod. | Audiencia (millones) |
| --- | ------------ | ------------------------- | --------------- | ------------------------------------------- | ------------------------- | --------------- | -------------------- |
| 21 | 1            | «Bush Man»                | Jim Field Smith | Jordan y Justin Shipley                     | 7 de agosto de 2018       | 301             | 0,87                 |
| Después de sobrevivir a la explosión del Cruisifornication y llegar a tierra en una nueva isla, los sobrevivientes descubren una nueva amenaza.                                                                          |              |                           |                 |                                             |                           |                 |                      |
| 22 | 2            | «Puke & Cigars»           | Jim Field Smith | Chris Kula                                  | 14 de agosto de 2018      | 302             | 0,98                 |
| Después de que un carismático millonario rescata a los supervivientes, Jess y Florence sospechan que puede que no sea lo que parece y se proponen responder a la pregunta de quién es Declan Stanwick.                   |              |                           |                 |                                             |                           |                 |                      |
| 23 | 3            | «Six Feet»                | Justin Shipley  | Jordan Shipley, Justin Shipley y Chris Kula | 21 de agosto de 2018      | 303             | 0,98                 |
| Después de descubrir el siniestro complot de Declan, Danny se infiltra con los ricos, mientras que Pack y Karen intentan escapar del complejo.                                                                           |              |                           |                 |                                             |                           |                 |                      |
| 24 | 4            | «A Game of Chest»         | Jordan Shipley  | Lauren McGuire                              | 28 de agosto de 2018      | 304             | 0,86                 |
| Después de que Jess pierde la memoria de la última década, Todd intenta despertar su memoria. Steve y Declan se enfrentan en una batalla de ingenio.                                                                     |              |                           |                 |                                             |                           |                 |                      |
| 25 | 5            | «Last Meal»               | Amy York Rubin  | Shaun Diston                                | 4 de septiembre de 2018   | 305             | 0,90                 |
| En la víspera de «The Hunt», Martha ofrece a los sobrevivientes una última comida de su elección; siempre y cuando todos puedan decidir juntos.                                                                          |              |                           |                 |                                             |                           |                 |                      |
| 26 | 6            | «Hunt Day»                | Alethea Jones   | Lyle Friedman                               | 11 de septiembre de 2018  | 306             | 0,89                 |
| Llega el día de la caza y los sobrevivientes deben enfrentarse entre sí en una batalla a muerte. |              |                           |                 |                                             |                           |                 |                      |
| 27 | 7            | «Ballers»                 | Alethea Jones   | Celeste Ballard                             | 18 de septiembre de 2018  | 307             | 0,91                 |
| Intentando esconderse de los demás durante «The Hunt», Pack y Jess se encuentran con una nueva amenaza en la isla. |              |                           |                 |                                             |                           |                 |                      |
| 28 | 8            | «The Dark Prince Returns» | Jim Field Smith | Charlie Fay and Isaac Jay                   | 25 de septiembre de 2018  | 308             | 0,79                 |
| Con Karen gravemente herida, Owen y Danny deben viajar al centro de la isla para derrotar a Chettywompwomp; Florence aprende más sobre la historia de fondo de Karen; Pack, Todd y Jess se enfrentan a una tarea inútil. |              |                           |                 |                                             |                           |                 |                      |
| 29 | 9            | «Mrs. Stanwick»           | Jim Field Smith | Chris Kula                                  | 2 de octubre de 2018      | 309             | 0,73                 |
| Los sobrevivientes intentan darle la vuelta a los ricos y atraerlos a una trampa. |              |                           |                 |                                             |                           |                 |                      |
| 30 | 10           | «The Island Family»       | James Griffiths | Jordan y Justin Shipley                     | 2 de octubre de 2018      | 310             | 0,55                 |
| Atrincherados en la mansión y rodeados por los ricos, los sobrevivientes hacen un último intento de escapar de la isla de Declan.                                                                                        |              |                           |                 |                                             |                           |                 |                      |

## Producción
TBS ordenó la producción del piloto escrito por Jordan y Justin Shipley en octubre de 2014. La serie se rodó en Puerto Rico y fueron ordenados 10 episodios para la primera temporada en mayo de 2015.

## Recepción

### Crítica
Wrecked recibió reseñas entre mixtas y positivas. En Rotten Tomatoes, la serie mantiene un porcentaje de 58%, basado en 10 reseñas. 
En Metacritic, recibe un porcentaje de 56% basado en 11 reseñas obteniendo «reseñas mixtas».

## Emisión internacional
En España se estrenó en TNT el 16 de octubre de 2016. La segunda temporada se estrenó el 26 de agosto de 2017. En Italia la serie se emite a partir del 21 de septiembre de 2017 por Joi. En Polonia, se comenzó a emitir a partir del 12 de agosto de 2016 por TNT Polonia.